# 鍜治洸太朗
鍜治 洸太朗（かじ こうたろう、1995年1月23日 - ）は日本のスタントマン、俳優。長崎県出身。ジャパンアクションエンタープライズ45期生。

## 出演

### テレビドラマ
- とと姉ちゃん 第61話・第62話（2016年6月13日・14日、NHK総合テレビ） - 客 役[1]
- スニッファー嗅覚捜査官（2016年、NHK） - SIT 役[1]
- 相棒 season19 第19話（2021年3月10日、テレビ朝日） - SP 役[2]

### 特撮テレビドラマ
- 仮面ライダーシリーズ（テレビ朝日）
  - 仮面ライダー鎧武/ガイム（2013年 - 2014年）[1]
  - 仮面ライダードライブ（2014年 - 2015年）[1]
  - 仮面ライダーゴースト（2015年 - 2016年）[1]
  - 仮面ライダーエグゼイド（2016年 - 2017年）[1]
  - 仮面ライダービルド（2017年 - 2018年） - スタッグハードスマッシュ[3]、スタッグハザードスマッシュ[3]、キャッスルハザードスマッシュ（25）[4]
  - 仮面ライダージオウ（2018年 - 2019年）
  - 仮面ライダーゼロワン（2019年 - 2020年）
  - 仮面ライダーセイバー（2020年 - 2021年）
  - 仮面ライダーリバイス（2021年 - 2022年）
  - 仮面ライダーギーツ（2022年 - 2023年）
  - 仮面ライダーガッチャード（2023年 - 2024年） - 高田 役（第2話）
  - 仮面ライダーガヴ（2024年 - 2025年） - 仮面ライダーヴァレン[5]、襲われた男性 役（第23話）[6]
- スーパー戦隊シリーズ（テレビ朝日）
  - 手裏剣戦隊ニンニンジャー（2015年 - 2016年）
  - 動物戦隊ジュウオウジャー（2016年 - 2017年）
  - 宇宙戦隊キュウレンジャー（2017年 - 2018年）
  - 快盗戦隊ルパンレンジャーVS警察戦隊パトレンジャー（2018年 - 2019年）[1]
  - 騎士竜戦隊リュウソウジャー（2019年 - 2020年）
  - 魔進戦隊キラメイジャー（2020年 - 2021年）
  - 機界戦隊ゼンカイジャー（2021年 - 2022年） - スペードエース（14）[7]
  - 暴太郎戦隊ドンブラザーズ（2022年 - 2023年）
  - 王様戦隊キングオージャー（2023年 - 2024年）
  - 爆上戦隊ブンブンジャー（2024年 - 2025年）
  - ナンバーワン戦隊ゴジュウジャー（2025年 - ）

### 映画
- 仮面ライダーシリーズ
  - 仮面ライダー1号（2016年）[1]
  - 仮面ライダー平成ジェネレーションズ Dr.パックマン対エグゼイド&ゴーストwithレジェンドライダー（2016年）
  - 仮面ライダー平成ジェネレーションズ FINAL ビルド&エグゼイドwithレジェンドライダー（2017年）
  - 劇場版 仮面ライダービルド Be The One（2018年）
  - 劇場版 仮面ライダージオウ Over Quartzer（2019年）[8]
  - 仮面ライダー電王 プリティ電王とうじょう!（2020年）[9]
  - 劇場版 仮面ライダーリバイス（2021年）
  - 仮面ライダー ビヨンド・ジェネレーションズ（2021年）
  - 仮面ライダーギーツ×リバイス MOVIEバトルロワイヤル（2022年）
  - 映画 仮面ライダーギーツ 4人のエースと黒狐（2023年）
  - 仮面ライダー THE WINTER MOVIE ガッチャード&ギーツ 最強ケミー★ガッチャ大作戦（2023年）
  - 仮面ライダーガッチャード ザ・フューチャー・デイブレイク（2024年）
  - 仮面ライダーガヴ お菓子の家の侵略者（2025年）
- スーパー戦隊シリーズ
  - 騎士竜戦隊リュウソウジャー THE MOVIE タイムスリップ!恐竜パニック!!（2019年）[8]
  - 劇場版 騎士竜戦隊リュウソウジャーVSルパンレンジャーVSパトレンジャー（2020年）
  - 魔進戦隊キラメイジャー エピソードZERO（2020年）[10]
  - 機界戦隊ゼンカイジャー THE MOVIE 赤い戦い! オール戦隊大集会!!（2021年）[11]
  - 映画 王様戦隊キングオージャー アドベンチャー・ヘブン （2023年）
  - ナンバーワン戦隊ゴジュウジャー 復活のテガソード（2025年）
- 仮面ライダー×スーパー戦隊 超スーパーヒーロー大戦（2017年）
- パンク侍、斬られて候（2018年） - アクションクルー / 腹ふり衆 役[1]
- がんばれいわ!!ロボコン ウララ〜!恋する汁なしタンタンメン!!の巻（2020年） - アクションクルー[12]
- ぐらんぶる（2020年） - アクションクルー[13]
- セイバー+ゼンカイジャー スーパーヒーロー戦記（2021年）
- スーパー戦闘 純烈ジャー（2021年） - 純バイオレット[14]
- スーパー戦闘 純烈ジャー 追い焚き☆御免（2022年）[15]

### 舞台
- JAE45期生卒業公演（2014年） - サラリーマン 役[1]
- Endless SHOCK（2015年・2016年） - アクションクルー[1]
- ROCK MUSICAL BLEACH～もう一つの地上～（2016年） - アンサンブル[1]
- 博多座十一月花形歌舞伎「石川五右衛門」（2016年） - アンサンブル[1]
- 曇天に笑う（2016年） - アンサンブル[1]
- 里見八犬伝（2017年） - アンサンブル[1]

### オリジナルビデオ
- 仮面ライダーシリーズ
  - 鎧武/ガイム外伝 仮面ライダーデューク/仮面ライダーナックル（2015年）
  - 仮面ライダーエグゼイド［裏技］仮面ライダースナイプ エピソードZERO（2017年）
  - ゴースト RE:BIRTH 仮面ライダースペクター（2017年）
  - ROGUE（2018年）
  - 仮面ライダーエグゼイド トリロジー アナザー・エンディング 仮面ライダーゲンムVS仮面ライダーレーザー（2018年）
  - てれびくん超バトルDVD 仮面ライダービビビのビビルゲイツ（2019年）
  - ゼロワン Others
    - ゼロワン Others 仮面ライダー滅亡迅雷（2021年）[16]
    - ゼロワン Others 仮面ライダーバルカン&バルキリー（2021年）

  - 仮面ライダーギーツ ジャマト・アウェイキング（2024年） - 仮面ライダードゥームズギーツ[17]
- スーパー戦隊シリーズ
  - 帰ってきた手裏剣戦隊ニンニンジャー ニンニンガールズVSボーイズ FINAL WARS（2016年）[1]
  - 炎神戦隊ゴーオンジャー 10 YEARS GRANDPRIX（2018年）
  - 機界戦隊ゼンカイジャーVSキラメイジャーVSセンパイジャー（2022年）
  - 王様戦隊キングオージャーVSドンブラザーズ（2024年）
  - 王様戦隊キングオージャーVSキョウリュウジャー（2024年）
  - 爆上戦隊ブンブンジャーVSキングオージャー（2025年）[18]

### Webドラマ
- Specサーガ完結編 SICK'S恕乃妙～内閣情報調査室特務事項専従係事件簿～（2018年、Paravi） - 公安 役[1]
- 機界戦隊ゼンカイジャー スピンオフ ゼンカイレッド大紹介！（2021年、TELASA）
- TTFCプレゼンツ スーパー戦闘純烈ジャースピンオフドラマ 純烈のラブ湯〜全国名湯巡り（2021年、東映特撮ファンクラブ） - 純バイオレット
- リバイスレガシー 仮面ライダーベイル（2022年、東映特撮ファンクラブ）
- 仮面ライダージャンヌ&仮面ライダーアギレラ withガールズリミックス（2022年、東映特撮ファンクラブ）

### ヒーローショー
- 快盗戦隊ルパンレンジャーVS警察戦隊パトレンジャー（2018年 - 2019年）
- 騎士竜戦隊リュウソウジャー（2019年 - 2020年）
- 魔進戦隊キラメイジャー（2020年 - 2021年）
  - 「今こそ、みんなでキラメこうぜ！奇跡を起こすキラメンタル!!」
  - 「空前のひらめきバトル!!取り戻せ！キラメイストーン！」
- 王様戦隊キングオージャー（2023年）クワガタオージャー
  - 「シアターGロッソに現る!!」
  - 「新戦士! スパイダークモノス登場! 真夏のチキューは滅亡寸前!?今こそ叫べ!君の"コエがチキューを救う!!」」
  - 「なる邪悪の王降臨?!伝説の力がチキューを滅ぼす！」

### MV
- FANTASTICS from EXILE TRIBE『Candy Blaze』（2025年） - 仮面ライダーヴァレン[19]

### その他
- 警視庁警務部教育課『制圧逮捕訓練教養DVD』（2015年） - 巡査 役[1]